# 学校法人北海道科学大学
学校法人北海道科学大学（がっこうほうじんほっかいどうかがくだいがく）は、北海道札幌市手稲区に本部を置く学校法人。道科学大（どうかがくだい）などと略される。

## 沿革
- 1924年（大正13年）：自動車運転技能教授所を設立。
- 1926年（大正15年/昭和元年）：北海道自動車学校に改組。
- 1931年（昭和6年）：北海道協立自動車学校に改組。
- 1936年（昭和11年）：各種学校に組織変更。
- 1943年（昭和18年）：設置者を北海道交通協会とし、北海道自動車学校に改称。
- 1947年（昭和22年）：設置者を社団法人北海道自動車協会に変更。
- 1951年（昭和26年）：準学校法人北海道自動車学校に組織変更。
- 1953年（昭和28年）：学校法人自動車学園に組織変更、北海道自動車短期大学を開学。
- 1955年（昭和30年）：札幌高等電波専門学校（設置者 伏木田隆作）を開学。
- 1956年（昭和31年）：北海道工業高等学校を開校。
- 1967年（昭和42年）：北海道工業大学を開学。
- 1974年（昭和49年）：北海道薬科大学を開学。
- 1975年（昭和50年）：法人名を学校法人北海道尚志学園に変更。
- 1984年（昭和59年）：札幌高等電波専門学校の設置者を学校法人北海道尚志学園に変更。
- 1987年（昭和62年）：札幌高等電波専門学校を北海道総合電子専門学校に名称変更。
- 2001年（平成13年）：北海道工業高等学校を北海道尚志学園高等学校に名称変更。
- 2009年（平成21年）：北海道総合電子専門学校を閉校。
- 2012年（平成24年）：北海道薬科大学の移転並びに北海道工業大学の改組計画等を発表[新聞 1][報道 1]。
- 2014年（平成26年）：法人名を学校法人北海道科学大学に変更。北海道工業大学を北海道科学大学に、北海道自動車短期大学を北海道科学大学短期大学部に名称変更。
- 2015年（平成27年）：北海道薬科大学、北海道科学大学短期大学部を前田キャンパス（札幌市手稲区前田）に移転[報道 2]。
- 2016年（平成28年）：北海道尚志学園高等学校を北海道科学大学高等学校に名称変更[報道 3]。
- 2018年（平成30年）：北海道科学大学と北海道薬科大学を統合（北海道科学大学に薬学部を設置し、北海道薬科大学を廃止）。
- 2020年（令和2年）：北海道科学大学短期大学部の学生募集を停止[新聞 2]。
- 2023年（令和5年）：北海道科学大学高等学校を前田キャンパスに移転[新聞 2]。

## 歴代理事長
- 初代 徳中祐満（1953年1月 - 1953年2月）
- 第2代 伏木田隆作（1953年2月 - 1962年4月）
- 第3代 増永治作（1962年5月 - 1977年4月）
- 第4代 志村留治（1977年5月 - 1983年12月）
- 理事長代行 田井直治（1983年12月 - 1985年12月）
- 第5代 斉藤武雄（1985年12月 - 1997年5月）
- 第6代 有江幹男（1997年5月 - 2009年5月）
- 第7代 西安信（2009年5月 - 2017年9月）
- 第8代 苫米地司（2017年9月 - 現在）

## 設置校

### 現在設置している学校
- 北海道科学大学
- 北海道科学大学高等学校
- 北海道自動車学校

### かつて設置していた学校
- 北海道薬科大学
- 北海道総合電子専門学校
- 北海道科学大学短期大学部

### 報道発表資料
1. ↑  『北海道薬科大学の移転並びに北海道工業大学の改組計画について』（プレスリリース）学校法人北海道尚志学園、2012年6月12日。オリジナルの2013年8月14日時点におけるアーカイブ。2020年4月20日閲覧。
2. ↑  『4月1日より北海道薬科大学、北海道科学大学短期大学部が前田キャンパスに移転し新たにスタート。今後のキャンパス整備計画も決定し、ますます充実した教育・研究環境へ』（PDF）（プレスリリース）学校法人北海道科学大学、2015年4月2日。オリジナルの2016年3月4日時点におけるアーカイブ。2015年4月2日閲覧。
3. ↑  『北海道尚志学園高等学校｢校名変更｣のお知らせ』（PDF）（プレスリリース）学校法人北海道科学大学、2015年3月24日。オリジナルの2018年2月20日時点におけるアーカイブ。2015年4月2日閲覧。

### 新聞記事
1. ↑  “北海道工業大と北海道薬科大統合へ”. 読売新聞. 読売新聞オンライン (読売新聞社). (2012年6月9日) 2020年4月20日閲覧。
2. 1 2  “道科学大高、大学キャンパスに移転 短大募集停止 道科学大”. 北海道新聞（2020年4月17日 朝刊）. どうしん電子版 (北海道新聞社). (2020年4月16日).  オリジナルの2020年4月17日時点におけるアーカイブ。 2020年4月17日閲覧。